# Mount Palmer (berg i Australien, Northern Territory, Central Desert)
Mount Palmer är ett berg i Australien. Det ligger i regionen Central Desert och territoriet Northern Territory, omkring 1 300 kilometer söder om territoriets huvudstad Darwin. Toppen på Mount Palmer är 1 117 meter över havet, eller 266 meter över den omgivande terrängen. Bredden vid basen är 5,5 km.
Trakten runt Mount Palmer är nära nog obefolkad, med mindre än två invånare per kvadratkilometer..
Omgivningarna runt Mount Palmer är i huvudsak ett öppet busklandskap. Genomsnittlig årsnederbörd är 266 millimeter. Den regnigaste månaden är februari, med i genomsnitt 60 mm nederbörd, och den torraste är augusti, med 1 mm nederbörd.